# Ōgonkan
Espèce
Ōgonkan ou Ki-mikan est un agrume japonais de petite taille et de bon gout, dont la peau est d'une couleur jaune vif dorée. Il est tardif (mars-avril au Japon)

## Dénomination
En japonais おうごんかん / 黄金柑 (Ou gonkan / Koganemikan) Ogonkan - agrume d'or. Les orthographes romanisées incluent Ougonkan ou Ogon-kan. Tokurou Shimizu et al. (2016) cite encore Ogonto. Il est également été appelé orange dorée dans la préfecture de Kanagawa et Kogenekan dans les préfectures d'Ehime et de Shizuoka.  
Harutarō Muramatsu (村松春太郎) directeur de la station d'agrumes de Nanyo à partir de 1924 est l'introducteur dans la préfecture d'Ehime et serait à l'origine du nom Ogonkan - orange d'or. Depuis l'Ere Meiji il était connu sous les noms de Ki-machi, Higashi-shi, Hioki-gun dans la préfecture de Kagoshima. 
Tyōzaburō Tanaka en a fait une espèce: Citrus flaviculpus devenue Citrus flaviculpus hort ex. Tanaka mais est considérée comme non résolue. Il pensait qu'elle descendait de Kawabata, Keraji et Horaikan (Ujukitsu). Sur la base d'un séquençage de nombreux agrumes japonais hanayu, girimikan, hyuganatsu et ogonkan sont classés progéniture de C. tachibana (Makino) Tanaka. 3 types de tachibana sont considérés comme étant les progéniteurs d'ogonkan.
L'encyclopédie des fruits du NARO classe Ogonkan, Shōnan d'or, Sanbokan, Natsumikan, Hassaku, etc. dans l'abondante famille des ざっかん / 雑柑 (Zakkan) tangor en principe endémiques du Japon. 

## Histoire
Les Tachibana sont attestés en 712 dans diverses régions du Japon. Polymorphes, ces variétés se sont croisées avec d'autres variétés proches en divers endroits du Japon écrivent Shimizu et al.

## Description

### Le fruit
Le petit fruit de 70 à 100 g. La peau, de couleur jaune vif, peut être épluchée à la main. Le fruit est récolté de février à avril, disponible de mars à mai, il a généralement peu de graines,. La peau séchée est utilisée en condiment. Apprécié pour son gout singulier. 

### Production
Selon les statistiques du Ministère de l'Agriculture, des Forêts et de la Pêche du Japon ligne オウゴンカン / 黄金柑 (Ougonkan / Koganemikan), la production est en baise constante 69 t en 2023 (Shizuoka 40 et Ehime 30) elle était de 147 t en 2017 et de 700 t en 2007.

## Améliorations

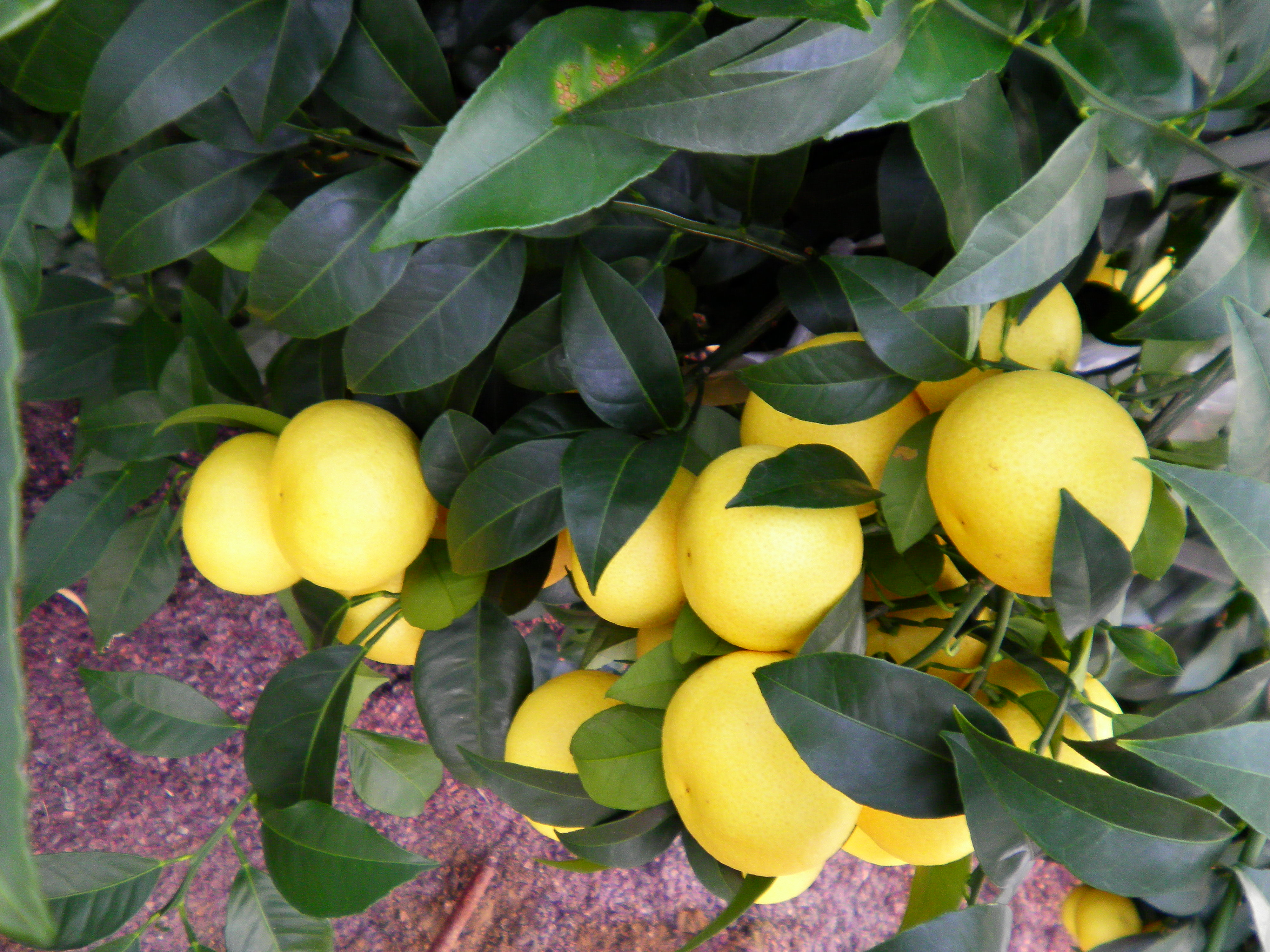
Shōnan Gold

- Shōnan gold, ショウナンゴールド / 湘南ゴールド (Shōnan gōrudo) est un hybride d'Ōgonkan et de la satsuma 今村温州 (Imamura unshiu) enregistré en 2003. Il est présenté comme une amélioration plus sucrée (11 à 12 ° brix), plus gros (5 à 6 cm) et plus juteux[16]. La production est de 23 t en 2023[15].

- Hime-Koharu ひめこはる / 媛小春 (Hime Koharu/ himekoharu) développé par la préfecture d'Ehime a été obtenu en 1994 par hybridation de Kiyomi x ogonkan. Le fruit est un petit fruit jaune de 100 à 150 g[17].

## Huile essentielle
Sawamura note un composant hautement aromatique caractéristique de l'HE du fruit (pressé à froid) le tétradécane, les autres composés aromatiques identifiés (2002) sont le linalol et l'α-terpinéol. Il donne (2002) une comparaison avec Hyuganatsu. 

## Pages connexes
- Shōnan gold, Hyuganatsu, Tachibana,  Sanbokan, Natsumikan, Hassaku,
- Agrumes japonais